# Europass

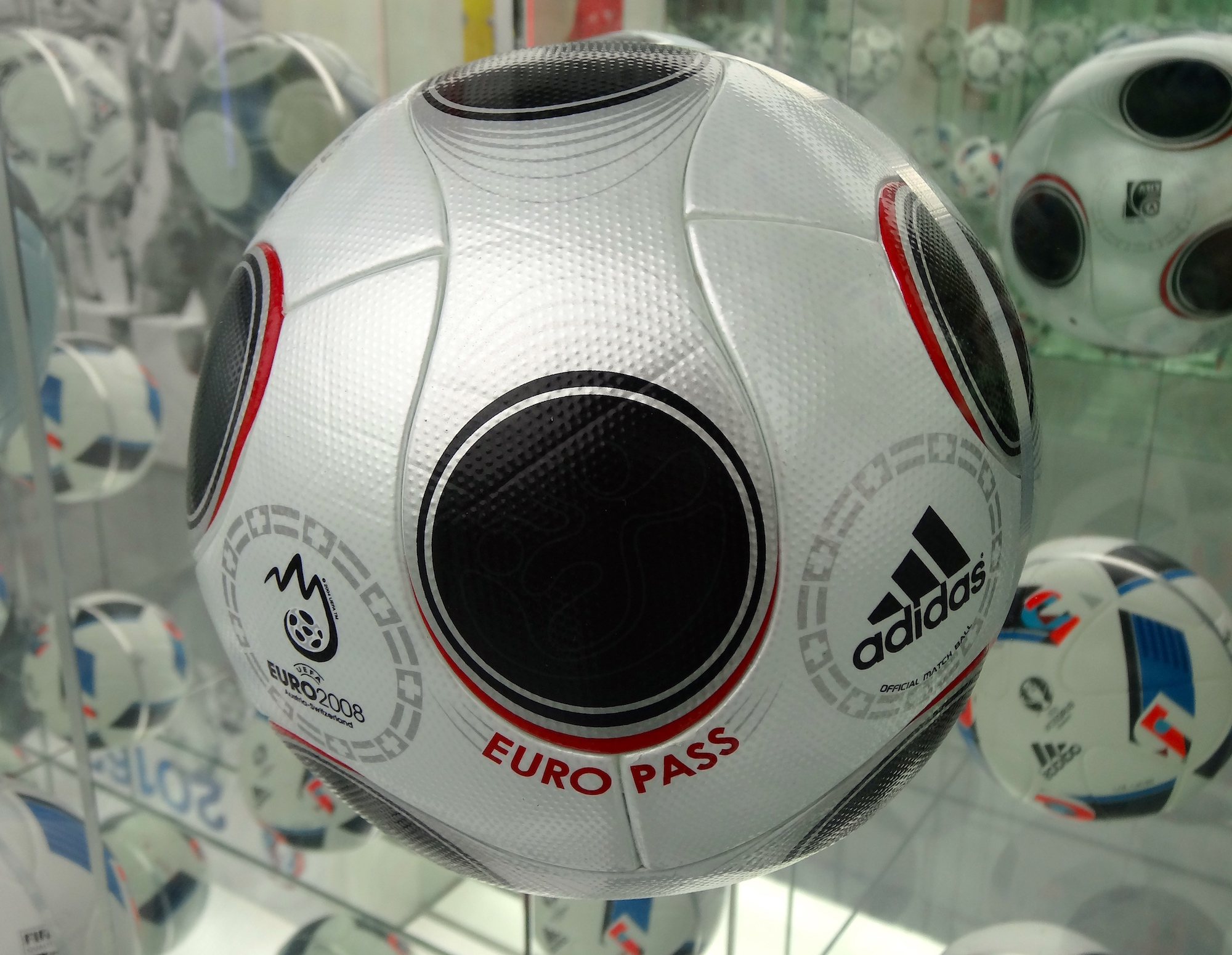
Adidas Europass, Spielball der Fussball-EM 2008

Europass ist der Name des offiziellen Spielballs der Fußball-Europameisterschaft 2008 in Österreich und der Schweiz.

## Entwicklung
Der Europass erinnerte vom Äußerlichen durch die schwarzen Punkte auf weißem Hintergrund stark an eine Mischung aus früheren Fußbällen und dem +Teamgeist, dem offiziellen Spielball der Fußball-Weltmeisterschaft 2006 in Deutschland. Entwickelt wurde er in Zusammenarbeit mit adidas und der Bayer MaterialScience, die seinen Namen nach dem neu eingeführten „Euro“-Pass wählten. Der Ball wurde im Rahmen der Endrundenauslosung am 2. Dezember 2007 in Luzern offiziell vorgestellt. Bei den Spielen bis zum Halbfinale wurde der "normale" Europass eingesetzt. Bei der Finalpartie am 29. Juni 2008 zwischen Deutschland und der spanischen Auswahl wurde der Finalball "Europass Gloria" eingesetzt.
Der Ball besteht aus einer orangen Kunststoff-Luftblase, die in Stofffetzen eingenäht ist und zudem mit Latex überzogen ist. Diese Form und Anordnung der Panels wurde wie beim +Teamgeist gewählt und dient der besseren Rundung des Balls.
Eine Neuerung des Balls ist das Polymer-Material namens PCS-Texture, das die Oberfläche abdeckt. Der Europass wiegt zwischen 441 und 444 Gramm und erhöht sein Gewicht auch bei starkem Regen um lediglich 4,5 %, womit der FIFA-Standard von 10 % unterschritten ist.

## Kritik
Von einigen Torhütern und Spielern wurde wie der +Teamgeist auch der Europass kritisiert. Der tschechische Torhüter Petr Čech sowie der deutsche Torwart Jens Lehmann bemängelten vor allem seine unberechenbare Flugbahn.

## Briefmarke
Die Österreichische Post brachte am 12. März 2008 eine runde Sonderbriefmarke mit dem Motiv des Europass heraus. Die Marken wurden aus dem gleichen Material hergestellt wie der Spielball. Die Briefmarke hat einen Frankaturwert von 3,75 Euro und wurde in einer Auflage von 490.000 Stück von Cartor Security Printing hergestellt.